# Abaújvár
Abaújvár község Borsod-Abaúj-Zemplén vármegyében, a Gönci járásban; körjegyzőségi központ.

## Fekvése
A szlovák határ mellett fekszik, a Hernád folyó bal (keleti oldali) partjának lankás, legfeljebb 240 méteres magasságig emelkedő dombjain, a megyeszékhely Miskolctól 72 kilométerre északkeletre.
Lakott területét a Hasdát-patak osztja ketté, mely a Zempléni-hegység felől, Pányok irányából nyugat felé tartva, a falu északnyugati részén ömlik a Hernádba. A patak vízhozama ingadozó, a puha, vulkanikus eredetű kőzetben 15-20 méteres magas partot alakított ki.
A közvetlenül határos települések a határ innenső oldalán: északkelet felől Kéked (3 km), kelet felől Pányok (4 km), délkelet felől Telkibánya (6 km), délnyugat felől Zsujta(8 km), nyugat felől pedig Tornyosnémeti (légvonalban ~10, közúton ~20 km). Nyugat felől, a határ szlovák oldalán a legközelebbi település Migléc (Milhosť). A legközelebbi város a 12 kilométerre fekvő Gönc.

### Megközelítése
Csak közúton érhető el, Zsujta vagy Kéked érintésével, a 3709-es úton. Pányokkal a 37 113-as számú mellékút köti össze.

## Története
Abaújvár Abaúj vármegye első központja és névadó települése volt. Történelmi központja közvetlenül a folyó mellett, a várdombon és a mai Petőfi út nyugati oldalán helyezkedett el. Mai, dombvidéki halmazfalu szerkezete a 15. század közepére alakult ki.
Területén, illetve határában bronzkori leletek kerültek elő. A falutól keletre kővel kirakott tűzhelyek nyomaira bukkantak. Az előkerült leletek között volt egy bronzfibula darabja, illetve egy agyaggyöngy, mindkettő a Felső-magyarországi Múzeum gyűjteményébe került. A várban a római császárok korában (1-4. század) itt állt település maradványai is előkerültek.

### Középkor
A település neve feltehetően azért lett Újvár, hogy megkülönböztessék a közeli Abaújszina melletti, 10. századi Óvár nevű földvártól. Valószínűsíthetően Aba Sámuel, István király sógora az Aba nemzetség Hernád menti és mátraaljai birtokaiból szervezett itt egy megyét valamikor a 11. század első felében. Az itteni központjáról Újvár (első írott említése 1046-ból Novum Castrum) nevet kapó vármegye területe a későbbi Heves, Abaúj és Sáros vármegyék területét foglalhatta magában. A középkorban erre haladt egy Lengyelország felé vezető fontos kereskedelmi útvonal.
Az 1046-ban hazatérő két Árpád-házi herceg, Levente és András itt gyűjtötte össze seregeit. Csaknem fél évszázaddal később, 1106-ban egy másik Árpád-házi herceg, Álmos tartotta hatalmában, amíg meg nem adta magát a várat ostromló bátyjának, Könyves Kálmánnak. A tatárjárás (1241-42) idején Újvár volt Északkelet-Magyarország legerősebb erődítménye – olyannyira, hogy ellen tudott állni a tatárok támadásának.

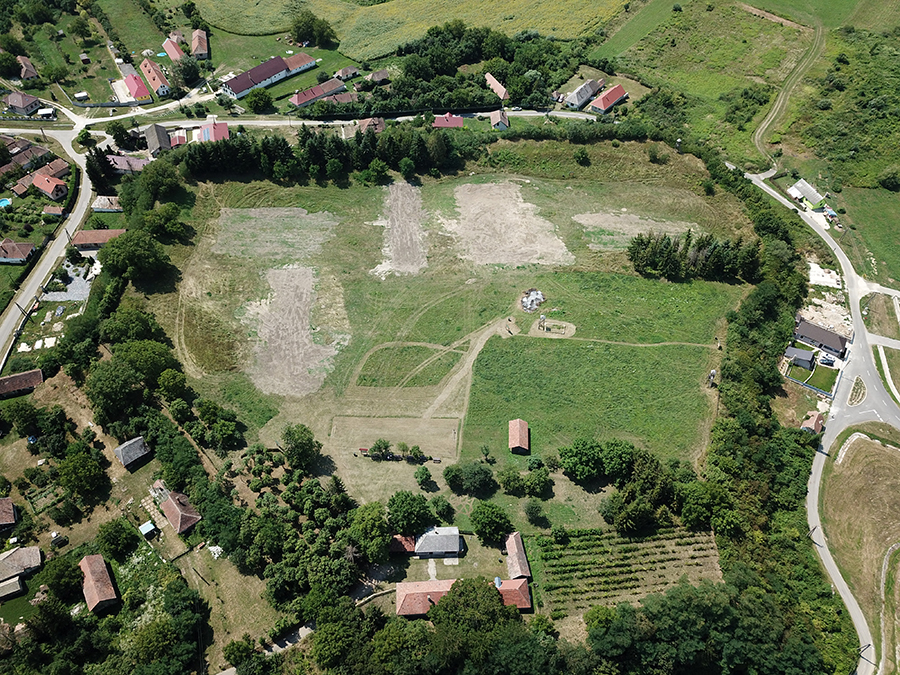
Abaújvár, földvár – légi felvétel

Károly Róbert 1312-ben az Abaúj megyei Rozgonynál aratta első jelentősebb sikerét a „kiskirály” tartományurak felett. A győzelem után megfosztotta hatalmas birtokaiktól Amadé nádor fiait, és a vidék kormányzását egyik Itáliában született hívére, Drugeth Fülöpre bízta. Megyeszékhelyként a település a király tulajdona is volt, s még a XIV. században a Drugeth család birtoka lett. 1350-1351-ben Drugeth Fülöp özvegye birtokai egy részét, köztük Újvárt is eladományozta leányának (akit egy 1350-es okmányban Klárának, egy1351-esben viszont Margitnak neveznek) és vejének, pölöskei Eördögh Miklós szlavón bán fiának, Ákosnak.
Abaújvár 1394 májusáig maradt a család birtokában, amikor a király Vas megyei birtokáért elcserélte Eördögh Sárával – Szécsi Péter (Miklós nádor fia) feleségével – aki Eördögh Ákos Miklós fiának volt a lánya. A csere hátterében az állt, hogy a birtokot hűséges hívének, Perényi Péternek adományozza, részben egy újabb csereügylet részeként, részben új adományként, Perényi hű szolgálataiért. A település és a vár a 14. század végére vesztette el megyeszékhely szerepét.
1430-ban a Perényi család két ága (nádori és bárói) közötti szerződés értelmében birtokaikat, így Abaújvárt is elcserélték egymást között. A szerződés háttere nem teljesen tisztázott, hiszen Perényi Péter országbíró fiainak (János és Miklós) birtokrésze jóval szerényebb értéket képviselt, mint amit a nádori ág tagjai (István és János) kínáltak fel cserébe. Feltételezések szerint István és János arra számított, hogy az országbíró fiai hamar és örökös nélkül fognak meghalni, és így megszerezhetik birtokaikat. Az iktatásokra is sor került, azonban hamarosan felmondták a szerződést (feltehetően azért, mert időközben megszülettek a nem várt utódok), visszaállítva az eredeti állapotokat .

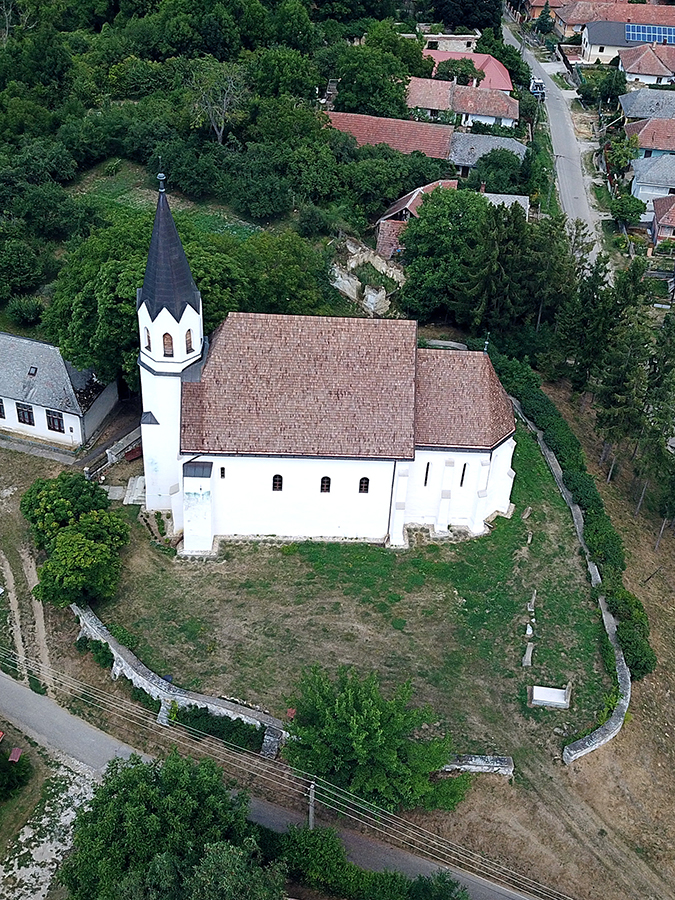
Abaújvár, erődített templom légi fotó

Ezt erősíti az a tény is, hogy 1441-ben Perényi Péter fia János Ulászló híveként szembekerült Giskra Jánossal, aki elfogatta és 24 000 aranyatkövetelt tőle. Mivel Perényi nem tudta a teljes összeget kifizetni, így szabadulása fejében elzálogosította neki a nagyidai várat és tartozékait. Giskra 1449-ben pénzzavarai miatt továbbzálogosította Modrar Pál körmöcbányai polgárnak. A zavaros zálogügylet végére 1460-1461 fordulóján került pont, amikor Modrár Pál özvegye, Anna és Perényi János fia, János felosztották maguk között a birtokokat. Újváron 1460. december 31-én jártak. A megegyezéshez hozzájárult, hogy Perényi János feleségül vette Modrar lányát, Katát.
A falu malmát, 1449-ben említik először források, abban a birtokátruházó oklevélben, melyben Giskra Modrár Pálnak zálogosítja el a nagyidai várat és tartozékait. Az évszázadok során a malom ugyanazon a helyen állt. 1686-ban arról szólnak a források, hogy a malom akkoriban elpusztult, csak a helyét írták össze, valamint, hogy egykor (a kendertörő kölyűvel együtt) három kőre forgott. Az 1772-es összeírásban rögzítik, hogy "Vízimalom a helységünkben vagyon". A malom, mely 7 embernek adott munkát, még az 1920-as években is működött, de ekkor már turbina hajtotta motor működtette. Az 1920-as években azonban a Hernád áradása kétszer is elsodorta, és már nem építették újjá. Ebben feltehetően közrejátszott a modernebb és jobb infrastrukturális adottságokkal rendelkező encsi és mérai malom létrejötte is. Gépeit 1926-ban szerelték le és vitték el, köveit pedig a helyi bikaistálló és a körjegyzői hivatal épületében használták fel újra.

### Török hódoltság
Perényi János unokája, Ferenc a három részre szakadt ország különböző pártjai között ingadozott. 1556-ban Ferdinándtól Izabella királyné oldalára állt, aminek súlyos következményei lettek. Ferdinánd csapatai lerombolták nagyidai várát, Perényit családjával együtt elfogták és javait elkobozták, így testvére, Mihály kezébe került Újvár is. Az 1557-ben kelt adománylevélben szerepel először a település nevében az Aba előtag.
Ezután nem sokkal újabb veszedelem ütötte fel a fejét: megjelentek a törökök. A megye déli fele Eger eleste után a hódoltságterületéhez került, Kassán meg császári zsoldosok állomásoztak, így a Hernád völgye hosszú időre ütközőzónává vált. A falu meg is sínylette ezeket az időket: egy 1602-es adat arról szól, hogy a környéket két héten át fosztogatták a törökök, elvitték a jobbágyok terményét, aminek az lett az eredménye, hogy a falu lakosainak annyi pénze-terménye sem maradt, amiből az éves adót le tudták volna róni, ezért el kellett azt engedni.
A természet is nehezítette az itt élők sorsát: 1611-ben földrengés rázta meg Újvárt, 1659-ben pedig a Hernád áradása okozott hatalmas károkat Abaúj vármegyében. A helyzetet a vármegye nem is tudta saját erejéből megoldani, segítséget kellett kérnie a szomszédos Szepes és Sáros vármegyéktől.
Az 1680-as években a falu fő birtokosa már a Csáky család volt (Ferenc), de Orlay Miklós és a Perényi család, valamint a Melczerek is bírtak tulajdonnal a faluban, s egy 1686-ban készített összeírás Fekete Istvánt is birtokosként nevezi meg.

### XIX–XX. század
Vályi András 1796-ban a következőképpen írja le a falut: "ÚJVÁR. Magyar falu Abaúj Várm. földes Ura Gr. Csáky Uraság, lakosai katolikusok, és reformátusok, fekszik Nádasdhoz közel, és annak filiája; határja középszerű."

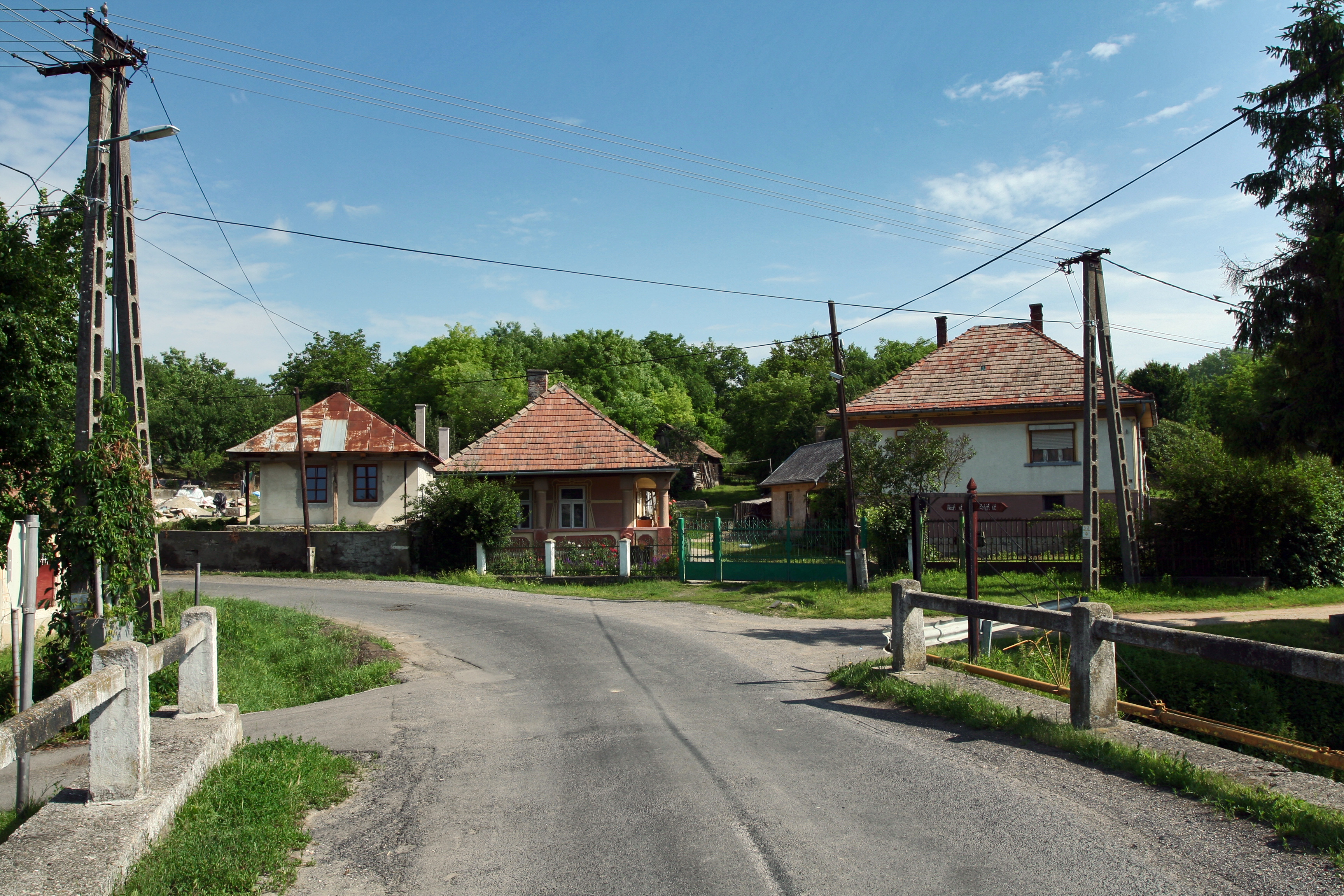
Petőfi út (Felső utca)

1834-ben újra földrengés rázta meg Újvárt.
Az 1848-49-es szabadságharc során a vármegyét is elérték a hadakozó csapatok. A harcok közül a kassai volt a legjelentősebb, de Gönc és Hidasnémeti térségében is voltak összeütközések, melyeknek tétje a csapatok vonulása szempontjából nélkülözhetetlen Hernád-híd birtoklása volt. A falu közvetlen érintettségéről csak annyi információval rendelkezünk, hogy az átvonuló cári csapatok jelentős mennyiségű takarmányt és jószágot vittek magukkal.
A század közepén Fényes Elek a következő jellemzést írta a faluról: "Ujvár (Aba), Abauj vmegyében, magyar falu, Kassához délre 2 mfldnyire, közel a Hernádhoz: 183 kath., 530 ref., 82 zsidó lak. Ref. anyaszentegyház. Synagóga. Régi vára, melylyet Aba Sámuel épittetett, s mellytől a vmegye nevét vette, most omladékokban hever. F. u. Zombory b. Perényi b. Rudnyánszky, gr. Forgács és Csáky. Ut. p. Hidas-Németi."
1860. augusztus 14-én adták át a forgalomnak a Tisza-vidéki vasúttársulat kezelte pályának azt a szakaszát, mely Miskolcot kötötte össze Kassával. E vasútvonal mentén kapott Abaújvár közös megállóhelyet Kenyheccel, melyet 1881. április 10-én nyitottak meg. 1877-ben Abaújvárt is bekapcsolták a postaforgalomba, 1896-ban pedig megnyitották a helyi postahivatalt. 1892-ben Abaújvár lett az Alsókékedet, Felsőkékedet, Pányokot és Zsujtát összefogó körjegyzőség központja.
Közigazgatásilag a falulegkorábban a nagyidai vár tartozéka volt. A XIX. században a füzéri járáshoz tartozott, az 1913-as helységnévtár szerint a járás kisközsége. Az 1920-as összeírás szerint már a gönci járás része. 1946. január 1-től Abaúj vármegye része, majd az 1950. március 16-án életbe léptetett közigazgatási területi reform értelmében Borsod-Abaúj-Zemplén megye része, illetve 1950. június 1-től (a gönci járás megszüntetését követően) az abaújszántói járás egyik települése, majd ennek megszűnése után, 1962. július elsejével átkerül az encsi járáshoz. 1965-ben a Kéked, Pányok és Zsujta községekkel közösen kialakított községi közös tanács székhelye lett. 1984. január 1-jével felszámolták az encsi járást, és településeit Encs és Miskolc város városkörnyéki községeivé nyilvánították. Így került Abaújvár Encshez. 1991. január elsejétől az abaújvári körjegyzőség központja. 1994 és 2012 között az Abaúj-Hegyközi kistérség része volt. 2013-tól újra a gönci járáshoz tartozik.

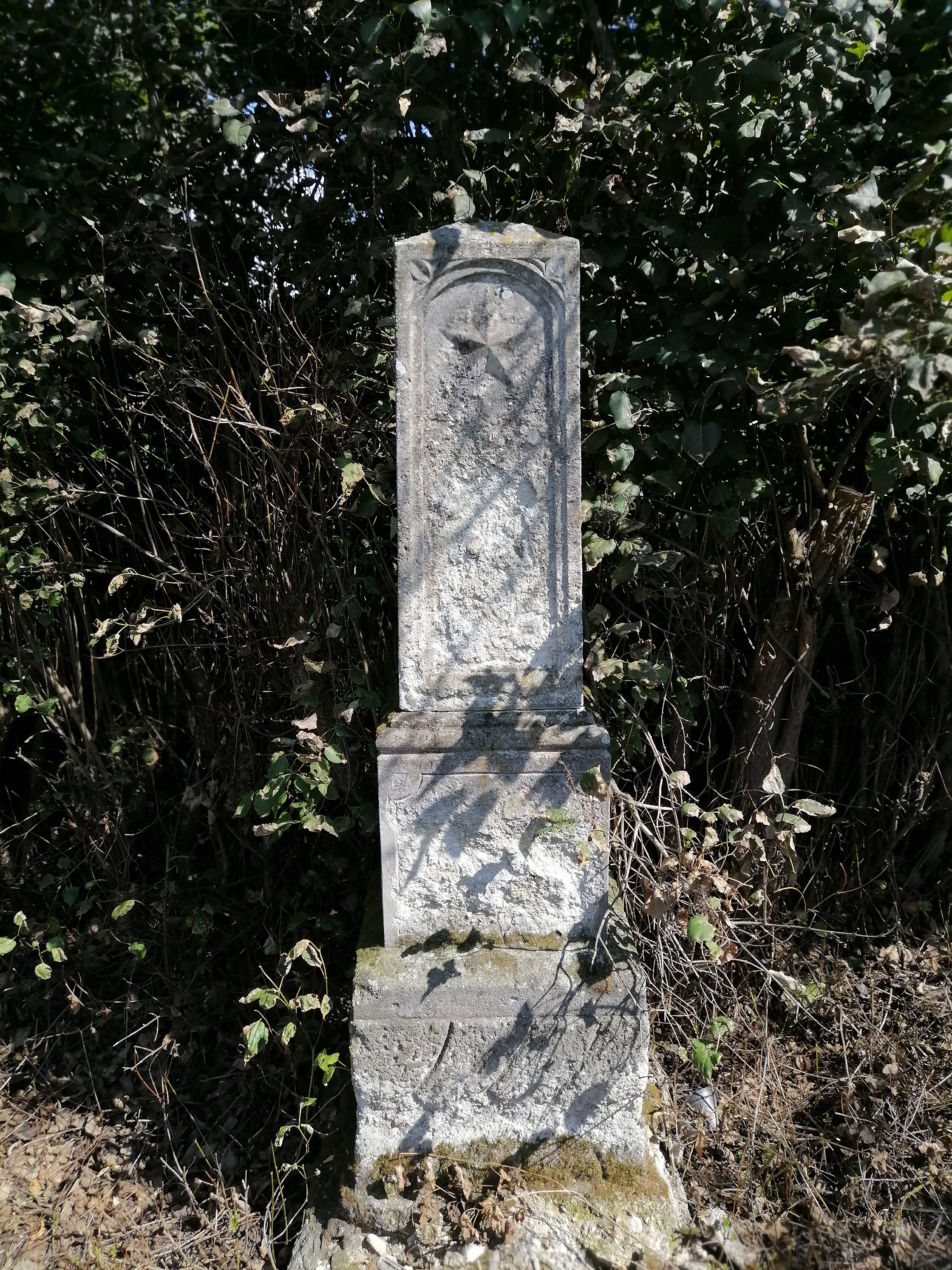
Vöröskatonák emlékműve a református temetőben

Az első világháború a falutól nem csak hősi halált halt fiait vette el. A trianoni békeszerződés kettészelte Abaúj-Torna vármegyét, így a falu a határszélre került, s elvesztette földjeinek nagy részét, egyik jelentős piacát, Kassát és vasútállomását is. Stromfeld Aurél a Felvidék visszafoglalása során jelentős sikereket ért el a csehek ellen. Abaújváron 2 napig tartott a harc, a csehek a Hernád nyugati oldala felől közelítettek és a temetőnél csaptak össze a többnyire diósgyőri munkásokból álló zászlóaljjal. A 24 tagú magyar felderítő egységet gépfegyveres támadás érte. 12 magyar katona életét vesztette és a csehek is jelentős veszteségeket szenvedtek. Az újabb véráldozat azonban hiábavalónak bizonyult, mert amikor az elfoglalt területeket feladták, román csapatok szállták meg a vidéket. 
A 12 ismeretlen magyar katona emlékére 1957 novemberében avatták fel a falu temetőjében az emlékművet, melyen a mára elenyészett "A járás kommunistái nevében — örök hála a 19-ben, a proletár hatalom védelmében hősi halált halt vértanúknak, vöröskatonáknak" felirat volt olvasható.
A két világháború között a legjelentősebb fejlesztés a faluban az első távbeszélő felszerelése volt 1920-ban. Megindult a közvilágítás is, amit pótadóból fedeztek.
A II. világháború újabb áldozatokat követelt. A front a faluhoz közel, Abaújnádasdnál húzódott, Abaújváron pedig pedig a vártetőn helyeztek el 3 üteget. A falu lakosságát a Zsujta felé kialakítandó lövészárok ásására, valamint a kékedi tábori konyhára vezényelték ki. A falu egyik házában (Petőfi út 6.) orosz hadikórházat rendeztek be. A háború vége felé felrobbantották a falu hídját, melyet csak 1948-ban sikerült újra felépíteni.
A 2010 tavaszán bekövetkezett erős esőzések miatt a föld több helyen is csúszni kezdett, ami több lakó- és gazdasági épületben is kárt tett, egyet pedig le is kellett bontani. Mivel a legsúlyosabb helyzet a Hasdát-patak közelében alakult ki, ezt a szakaszt 2013-ra kármentesítették.

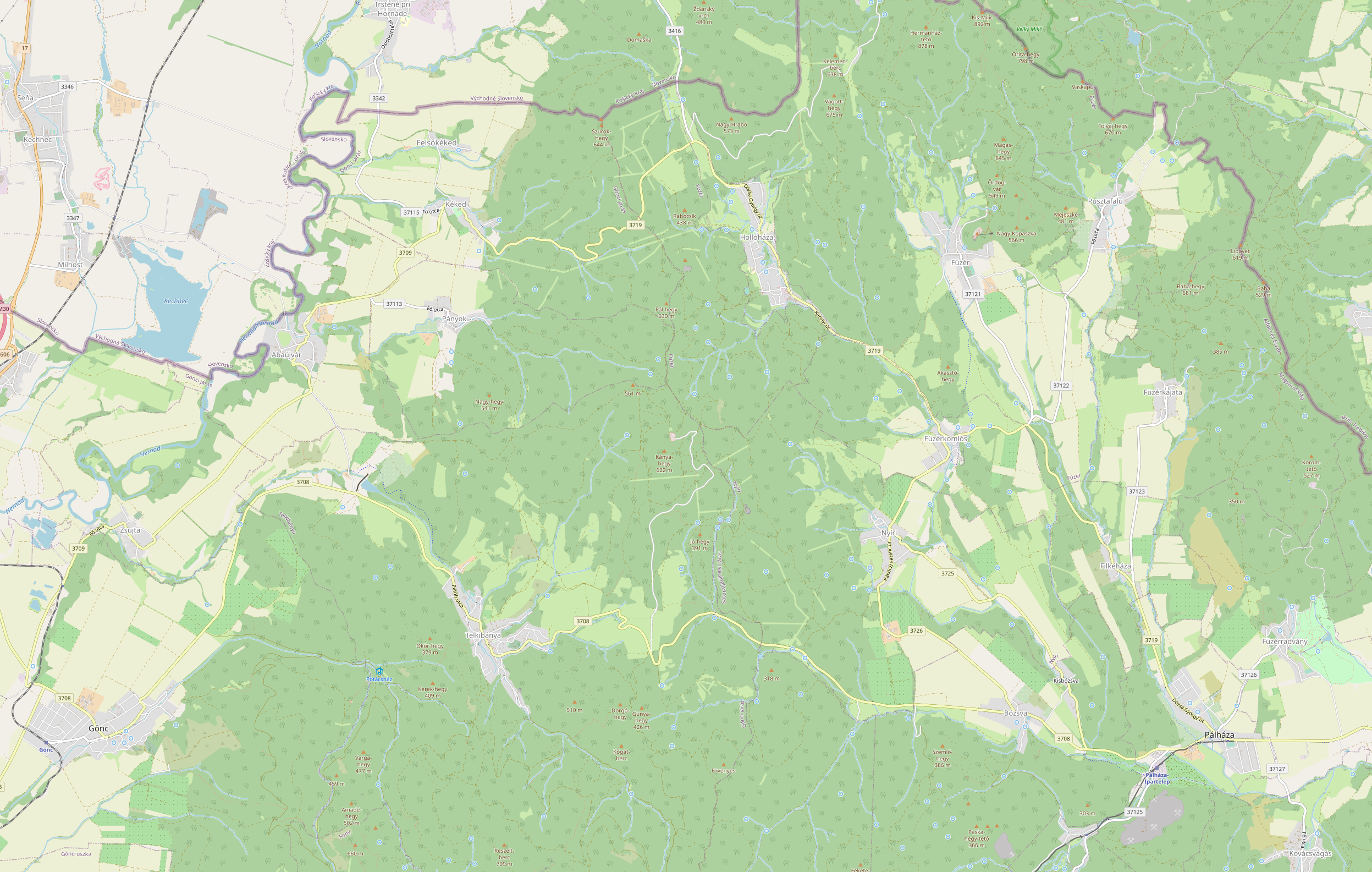
A község környékének térképe

2015-ben tették le annak az Abaújvár és Kenyhec között a Hernád folyón átívelő határátkelő hídnak az alapját, mely közvetlen kapcsolatot teremt a két település között, 4,5 kilométerre csökkentve az addig 22 km-es útvonalat. A 72 méter hosszú híd építési költsége 4,2 millió euró volt, melynek 85%-át az Európai Unió finanszírozta. A híd átadására 2015. december 16-án került sor.

## Közélete

### Polgármesterei
- 1990–1994: Sivák Tamás (független)[34]
- 1994–1998: Sivák Tamás (független)[35]
- 1998–2002: Sivák Tamás (független)[36]
- 2002–2006: Csuha Pál (független)[37]
- 2006–2010: Csuha Pál (független)[38]
- 2010–2014: Csuha Pál (független)[39]
- 2014–2019: Sivák Tamás (független)[40]
- 2019–2024: Kecskeméti Zsolt (független)[41]
- 2024– : Kecskeméti Zsolt (független)[1]

## Népessége
A népességére vonatkozó első adatok 1427-ből származnak; ekkor a faluban 61 adóztatható porta volt, ami körülbelül 450 adózót jelenthetett. (A földnélküliek, máshol szolgálók kimaradtak a listából.) Ezzel a számmal a környék legnagyobb települései közé tartozott, csak Gönc (191), Jászó (70), Tornyosnémeti (71), Mislye (66), Perény (72), Göncruszka (62), Szántó (109), Szepsi (200), Szina (91), Somodi (76), Újváros (62) és Petőszinye (70) előzte meg. Az 1715-ös összeírás szerint Abaújvárnak 7 jobbágycsaládja volt, körülbelül 42 holdon gazdálkodtak és 9 hold körüli rétet kaszáltak. Az 1720-as összeírás szerint a faluban 9 család gazdálkodott 114 holdon. Az 1767-ben Mária Terézia által elrendelt úrbérrendezés okán az ország egész lakosságát számba vették; ekkor (az összeírásra 1772-ben került sor) a településen 47 jobbágycsalád gazdálkodott 677 holdon, 4 házas zsellér volt a faluban, ház nélküli egy sem.
| Népességstatisztikai adatok |                     | |
| Év                          | Lakosság száma (fő) | Megjegyzés |
| 1828                        | 815                 | református:541 fő katolikus: 186 fő zsidó: 88 |
| 1851                        | 710                 | református:530 fő katolikus: 183 fő zsidó: 82 |
| 1869                        | 737                 | 135 lakóház |
| 1880                        | 838                 | 1882-ben a faluban 130 lakóházat írtak össze. |
| 1890                        | 761                 | A lakott házak száma 134. A lakosság megoszlása anyanyelv szerint: 714 magyar, 9 német, 36 tót, 2 egyéb. A faluban lakok közül 790-en beszélik a magyar nyelvet. Vallás szerint: 569 református, 133 római katolikus, 38 izraelita, 3 ágostai evangélikus, 18 görögkatolikus. |
| 1900                        | 796                 | A falu lakói közül 3 fő külföldi állampolgár, a külföldön távollévők száma 78 fő. A faluban ekkor 142 lakás található. A lakosság megoszlása nem szerint: 384 férfi, 412 nő. Anyanyelv szerint: 782 magyar, 5 német, 5 tót. A faluban lakók közül 790-en beszélik a magyar nyelvet. Vallás szerint: 577 református, 129 római katolikus, 65 izraelita, 16 ágostai evangélikus, 9 görögkatolikus. Foglalkozás szerint (az adatok a keresők és eltartottak számát mutatják): 589 fő mezőgazdaság, 110 fő iparos (ideértve: kocsmáros, mészáros, molnár), 15 fő kereskedelem (ideértve: szatócs), 10 fő közlekedés, 24 fő közszolgálat és szabad foglalkozású (ideértve: pap, tanító, orvos, jegyző), 25 fő házicseléd, 1 fő véderő (ideértve: csendőrség), 22 fő egyéb. |
| 1910                        | 763                 | A falu lakói között nincs külföldi állampolgár, a külföldön távollévők száma 152 fő. A faluban ekkor 167 lakás található. A lakosság megoszlása nem szerint: 334 férfi, 429 nő. Anyanyelv szerint: 753 magyar, 3 német, 7 tót. A faluban lakók közül 762-en beszélik a magyar nyelvet. Vallás szerint: 576 református, 122 római katolikus, 53 izraelita, 2 ágostai evangélikus, 10 görögkatolikus. Foglalkozás szerint (az adatok a keresők és eltartottak számát mutatják): 554 fő mezőgazdaság, 100 fő iparos, 1 fő kereskedelem, 5 fő közlekedés, 29 fő közszolgálat és szabad foglalkozású, 19 fő házicseléd, 24 fő napszámos, 1 fő véderő, 30 fő egyéb. |
| 1920                        | 783                 | A külföldön távollévők száma 35 fő. A faluban ekkor 162 lakás található. A lakosság megoszlása nem szerint: 364 férfi, 419 nő. Anyanyelv szerint: 776 magyar, 4 német, 3 tót. A faluban lakók közül 782-en beszélik a magyar nyelvet. Vallás szerint: 586 református, 131 római katolikus, 52 izraelita, 6 ágostai evangélikus, 8 görögkatolikus. Foglalkozás szerint (az adatok a keresők és eltartottak számát mutatják): 594 fő mezőgazdaság, 76 fő ipar, 8 fő kereskedelem, 10 fő közlekedés, 25 fő közszolgálat és szabad foglalkozású, 11 fő házicseléd, 16 fő véderő, 2 fő nyugdíjas, fizetésképtelen, 41 fő egyéb. |
| 1930                        | 751                 | A népességfogyást a természetes növekedéssel és a vándorlási különbözettel (az 1920-ban összeírt menekültek és a katonaság elköltözése) magyarázzák. A falu lakói között 12 fő külföldi állampolgár. A faluban ekkor 171 lakás található. A lakosság megoszlása nem szerint: 361 férfi, 390 nő. Anyanyelv szerint: 749 magyar, 2 német. A faluban lakók közül 751-en beszélik a magyar nyelvet. Vallás szerint: 596 református, 99 római katolikus, 44 izraelita, 6 ágostai evangélikus, 6 görögkatolikus. Foglalkozás szerint (az adatok a keresők és eltartottak számát mutatják): 589 fő őstermelés, 78 fő ipar, 11 fő kereskedelem, 2 fő közlekedés, 15 fő közszolgálat és szabad foglalkozású, 2 fő házicseléd, 1 fő nyugdíjas, fizetésképtelen, 53 fő egyéb.    |
| 1941                        | 724                 | |
| 1949                        | 768                 | |
| 1960                        | 726                 | |
| 1970                        | 640                 | állandó népesség: 662 lakó népesség: 534 |
| 1980                        | 403                 | állandó népesség: 530 lakó népesség: 403 Gazdasági aktivitás szerint a népesség: kereső: 168, inaktív kereső: 129, eltartott: 106 |
| 1990                        | 328                 | állandó népesség: 375 lakó népesség: 328 Gazdasági aktivitás szerint a népesség: kereső: 99, inaktív kereső: 136, eltartott: 85, munkanélküli: 8 |
| 2001                        | 323                 | állandó népesség: 340 lakó népesség: 323 A lakosság megoszlása vallás szerint: 220 református, 75 római katolikus, 1 evangélikus, 2 görögkatolikus, nem tartozik egyházhoz, felekezethez sem: 25)]. Nemzetiség szerint: 323 magyar, melyből 65 cigánynak vallotta magát. Gazdasági aktivitás szerint: kereső: 43, inaktív kereső: 151, eltartott: 113, munkanélküli: 16. |
| 2011                        | 221                 | állandó népesség: 229 lakó népesség: 221 A faluban 140 lakás található, melyből 56 lakatlan. A lakosság megoszlása vallás szerint: református: 141, római katolikus: 29, görögkatolikus: 3, nincs válasz: 45. Nemzetiség szerint: 211 magyar, 27 nemzetiség (melyből 24-en cigánynak vallották magukat). Gazdasági aktivitás szerint: kereső: 57, inaktív kereső: 87, eltartott: 55, munkanélküli: 22. |

A település népességének alakulása:
| Lakosok száma | 221  | 240  | 250  | 224  | 208  | 253  | 253  |
|               | 2013 | 2014 | 2015 | 2021 | 2022 | 2023 | 2024 |

2022-ben a lakosság 76,4%-a vallotta magát magyarnak, 26,4% szlováknak, 13,5% cigánynak, 0,5% ukránnak, 0,5% németnek, 0,5% bolgárnak, 3,4% egyéb, nem hazai nemzetiségűnek (7,2% nem nyilatkozott; a kettős identitások miatt a végösszeg nagyobb lehet 100%-nál). Vallásuk szerint 9,1% volt római katolikus, 40,4% református, 1,9% evangélikus, 1,4% görög katolikus, 0,5% egyéb keresztény, 14,9% felekezeten kívüli (31,3% nem válaszolt).

## Látnivalók

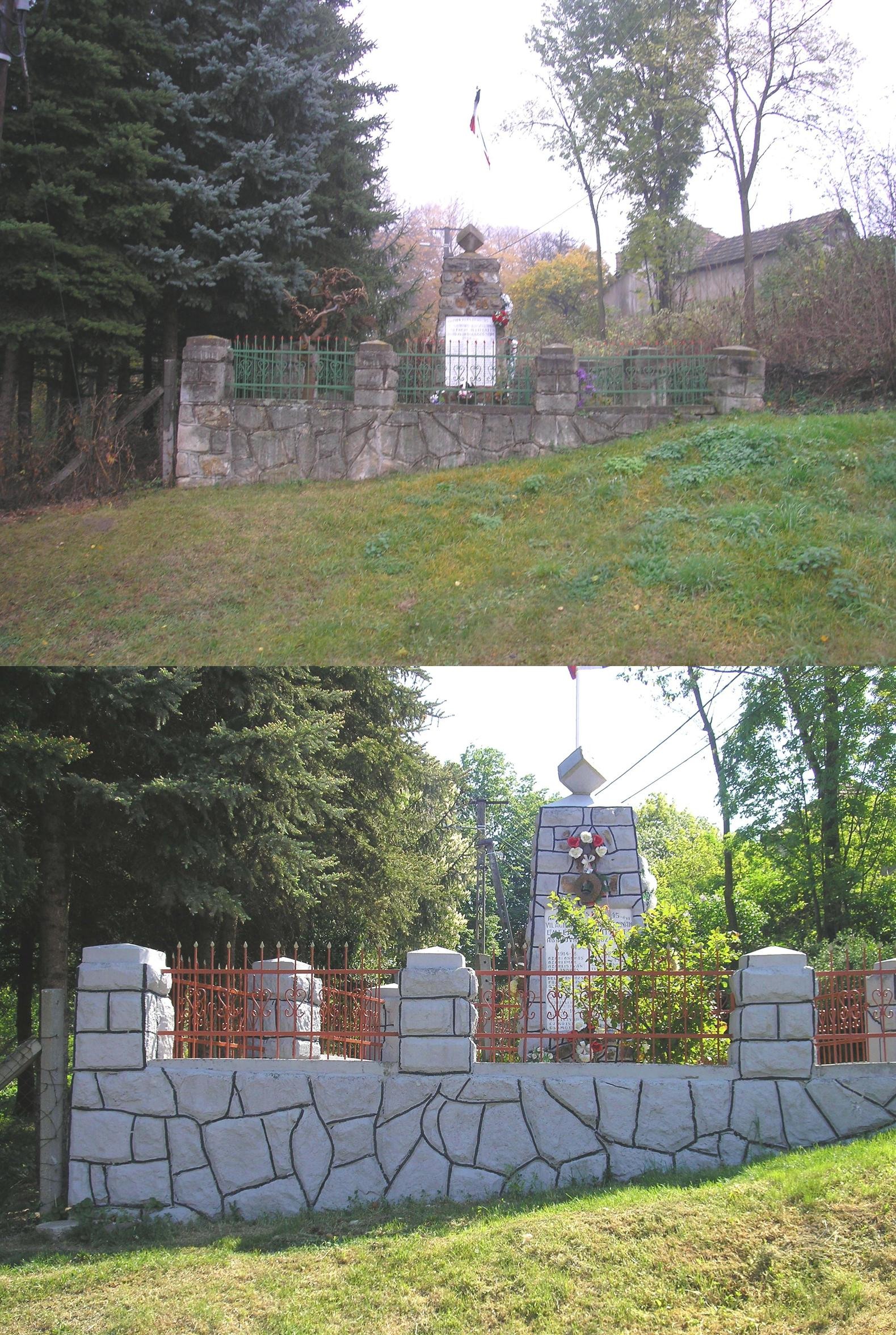
A világháborús emlékmű, felújítás előtt és után

- Földvár – A XI. században építették, benne egy esperesi templom maradványai is előkerültek. Az élet a várban valószínűleg a XV. században szűnt meg.
- Református templom – A 14. században épült, egyhajós templom, mely félkörös, gótikus szentéllyel végződik. Állagmegóvás céljából a századok során tizenöt támpillérrel vették körbe – amint később kiderült, ezek nemhogy javítanák a templom állapotát, de kimondottan rontják azt. 1866-ban neogótikus stílusban nyolcszögletű tornyot építettek hozzá, amely olyan jól sikerült, hogy még a szakavatott szemet is megtévesztheti. 1912-ben egy felújítás során falfestmények kerültek elő. 1966-ban az egész északi falat borító falfestményre bukkantak.
- Csáky-kastély, majd Ferdinandy-kastély – A településen már a XVI-XVII. században is állhatott egy kastély.[76] A kastélyt az 1680-as években fából készültnek mondják és elhagyatottként írják le; ekkor Csáky Ferenc a tulajdonosa.[77] 1686-ban az összeírók Csáky Ferenc tulajdonából megemlítik, a "Nemesi curia fundusa"t, a"majorsági házzal" együtt, melyet 50 forintra értékelnek.[14] A korábbi kastély pusztulása után Csáky János a 18. században újat építtetett. Ez a kastélyföldszintes, 7 tengelyes volt, keleti szárnyán emeletes. A XX. században termelőszövetkezet és községi tanács is működött benne. 1955-ben renoválták.[76] A kastély a 20. század elején került Ferdinandy Gyula tulajdonába.
- A két világháború hősi halottainak emlékművét 1958-ban emelte „a falu dolgozó népe”.
- A zsinagóga (tulajdonképpen egy imaház) már 1851-ben állt; maradványait a 20. században bontották el. (A falu határában van egy zsidó temető is.)
- Abaújvári "Grand Canyon"

## Nevezetes lakói

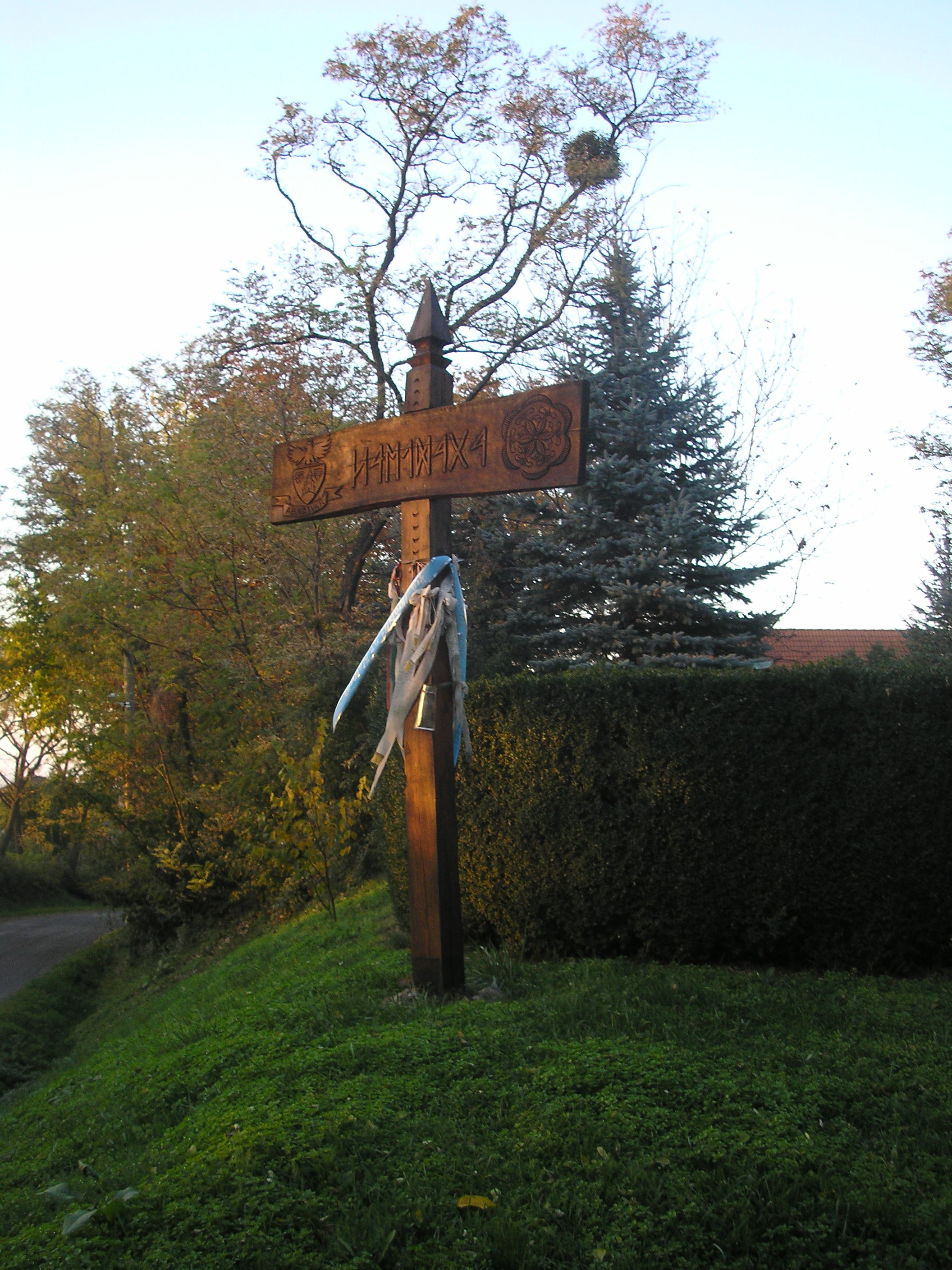
A település neve rovásírással

- 1620-ban Bethlen Gábor, a Habsburg-ellenes harcok egyik legnevesebb alakja táborozott seregei élén a faluban.
- 1810-től 1824-ig a falu lelkésze volt Sárkány Pál, az abaúji református egyházmegye esperese.
- Ferdinandy Gyula, aki később, az 1920-as években rövid ideig igazságügy-, majd belügyminiszter is volt, 1917-ben egy 50 holdas birtokot vásárolt Abaújváron, és családjával itt telepedett le.
- Mészáros István, a Tiszáninneni református egyházkerület későbbi püspöke az 1950-es években segédlelkész volt Abaújváron.

## Érdekességek
- 1270 és 1472 között említik Vereng települést, amely egyben vámszedőhely is volt. Pontos helye nem ismert, de a korabeli források alapján a füzéri vár tartozéka lehetett.[78] Egy 1396-ban egy telkibányai határjárás során kelt oklevél a Verengből Újvárra vezető útról tesz említést.[79]
- Budapest XVIII. kerületében van egy Abaújvár utca.
- Franco Nero 2007. június 12-től Abaújváron és a környező településeken forgatta a Mário, a varázsló című filmjét.[80]
- 2008 júniusának elején egy abaújvári leányanyáról írt a sajtó, aki 2008. május 31-én 11 évesen szülte meg egészséges gyermekét, Mirandát a miskolci kórházban. A lány, P. Mónika nem volt hajlandó elárulni, hogy ki a gyermek apja, állítása szerint nem ismeri. Hasonló eset már 1998-ban is történt, amikor egy boldogkőújfalui lány szült, szintén 11 évesen.[81]